# Epedanidae
Epedanidae – rodzina pajęczaków z rzędu kosarzy i podrzędu Laniatores zawierająca około 200 opisanych gatunków. Jedyna rodzina nadrodziny Epedanoidea.

## Opis
Przedstawiciele tej rodziny osiągają od 2 do 5 mm długości ciała. Posiadają cienkie nogi o rozpiętości od 6 do 26 mm. Szczękoczułki są masywne z silnym ząbkowaniem. Nogogłaszczki długie i masywne, wyposażone w rząd potężnych kolców po wewnętrznej stronie. U samców kolcowanie nogogłaszczków jest silniejsze niż u samic. Większość gatunków jest barwy jasnobrązowej z nielicznym czarnym nakrapianiem, a u niektórych z białymi łatami.

## Występowanie
Wszystkie gatunki występują w Azji. Rozprzestrzenione są od Chin, Nepalu i Birmy przez Japonię, kraje Azji południowo-wschodniej po Filipiny i Nową Gwineę.

## Pokrewieństwo
Epedanidae są siostrzanym taksonem dla Gonyleptoidea.

## Systematyka
Rodzina zawiera ponad 200 gatunków zgrupowanych w 70 rodzajów i 4 opisane podrodziny:
| Podrodzina: Dibuninae Roewer, 1912 - Dibunus Loman, 1906 Podrodzina: Acrobuninae Roewer, 1912 - Acrobunus Thorell, 1891 - Anacrobunus Roewer, 1927 - Harpagonellus Roewer, 1927 - Metacrobunus Roewer, 1915 - Paracrobunus Suzuki, 1977 Podrodzina: Epedaninae Sørensen, in L. Koch 1886 - Aboriscus Roewer, 1940 - Alloepedanus Suzuki, 1985 - Balabanus Suzuki, 1977 - Caletor Loman 1892 - Caletorellus Roewer, 1938 - Dino Loman, 1892 - Epedanellus Roewer, 1911 - Epedanidus Roewer, 1945 - Epedanulus Roewer, 1913 - Epedanus Thorell, 1876 - Euepedanus Roewer, 1915 - Funkikoa Roewer, 1927 - Heterobiantes Roewer, 1912 - Heteroepedanus Roewer, 1912 - Lobonychium Roewer, 1938 - Metathyreotus Roewer, 1913 - Metepedanulus Roewer, 1913 - Metepedanus Roewer, 1912 - Mosfora Roewer, 1938 - Nanepedanus Roewer, 1938 - Neoepedanus Roewer, 1912 - Paratakaoia Suzuki, 1985 - Parepedanulus Roewer, 1913 - Plistobunus Pocock, 1903 - Pseudoepedanus Suzuki, 1969 - Pseudomarthana Hillyard, 1985 - Takaoia Roewer, 1911 - Thyreotus Thorell, 1889 - Toccolus Roewer, 1927 - Zepedanulus Roewer, 1927 | Podrodzina: Sarasinicinae Roewer, 1923 - Acanthepedanus Roewer, 1912 - Albertops Roewer, 1938 - Asopella Sørensen, 1932 - Delicola Roewer, 1938 - Gintingius Roewer, 1938 - Kilungius Roewer, 1915 - Koyanus Roewer, 1938 - Kuchingius Roewer, 1927 - Nobeoka Roewer, 1938 - Opelytus Roewer, 1927 - Padangcola Roewer, 1963 - Panticola Roewer, 1938 - Parepedanus Roewer, 1912 - Pasohnus Suzuki, 1976 - Pseudobiantes Hirst, 1911 - Punanus Roewer, 1938 - Sarasinica Strand, 1914 - Sembilanus Roewer, 1938 - Sinistus Roewer, 1938 - Siponnus Roewer, 1927 - Sungsotia Tsurusaki, 1995 - Tegestria Roewer, 1936 - Tonkinatus Roewer, 1938 incertae sedis - Dumaguetes Roewer, 1927 - Parabeloniscus Suzuki, 1967 - Sotekia Suzuki, 1982 - Tokunosia Suzuki, 1964 -> Grassatores Kury, 2002 - Parabupares Suzuki, 1982 -> Beloniscidae Kury, Pérez-González & Proud, 2019 Podrodzina: Beloniscinae Kury, Pérez-González & Proud, 2019 - Beloniscellus Roewer, 1912 - Beloniscops Roewer, 1949 - Belonisculus Roewer, 1923 - Beloniscus Thorell, 1891 - Kendengus Roewer, 1949 -> Beloniscidae, Podrodzina: Buparinae Kury, Pérez-González & Proud, 2019 - Buparellus Roewer, 1949 - Bupares Thorell, 1889 - Buparomma Roewer, 1949 -> Tithaeidae Sharma & Giribet, 2011 - Tithaeus Thorell, 1890 -> Assamiidae Sørensen, 1884 - Dhaulagirius Martens, 1977 |